# 파이널 판타지 II
《파이널 판타지 II》(영어: Final Fantasy II, 일본어: ファイナルファンタジ-II)는 1988년 스퀘어(현재의 스퀘어 에닉스)가 패밀리 컴퓨터용으로 개발, 배급한 판타지 롤플레잉 비디오 게임의 하나이다. 파이널 판타지 시리즈 가운데 두 번째 게임에 해당한다. 이 게임의 경우 원더스완 컬러, 플레이스테이션, 게임보이 어드밴스, 플레이스테이션 포터블, 여러 모바일 및 스마트폰용 강화 리메이크 작품들이 많이 나왔다. 이 게임이든 《파이널 판타지 III》 모두 일본 외에서는 처음부터 출시되지는 않았으나, 플레이어를 혼동에 빠트리지 않게 하기 위해 북아메리카에서는 처음에 《파이널 판타지 IV》는 《파이널 판타지 II》라는 이름으로 출시되었다. 최근의 게임 릴리스는 iOS와 안드로이드용 강화판으로서 각각 2010년 2012년에 전 세계적으로 출시되었다. 이 작품은 제국에 의해 고아가 된 주인공들과 동료들이 제국에 저항하는 내용을 그리고 있다. 본 작품은 영화 스타워즈의 영향을 크게 받았다(제국과 저항군의 반란 등등). 초코보나 인명 시드 등의 FF 시리즈의 전통도 이 작품에서 처음 등장하였다.

## 등장인물

### 프리오닐 (일본어:フリオニ-ル)
핀 마을에 살던 고아 출신의 18세의 청년으로, 본 작품의 주인공이다. 전체적으로 평균적인 성능이지만, 백마법에 영향을 주는 정신이 빠르게 오른다. 이후, 대사가 있는 주인공은 FF 시리즈의 전통이 되었다.

### 마리아 (일본어:マリア)
본 작품의 여주인공, 시리즈 최초의 여성 동료이며, 프리오닐과는 의남매 관계이다. 힘과 체력은 낮지만, 흑마법에 영향을 주는 지성과 민첩성이 높은 타입이다.

### 리차드 하이윈드 (일본어:リチャード・ハイウインド)
시리즈 최초의 용기사. 4편의 카인 하이윈드, 7편의 시드 하이윈드로 이어지는 유서 깊은 '하이윈드'의 시작이다. 숙련도는 검, 방패가 높게 설정되어있으며, PS판까지는 용기사의 컨셉이 불안정하였으므로 창의 숙련도가 낮다. GBA판 이후에는, 용기사 컨셉에 맞추어 창의 숙련도가 높게 책정되어 있다.

## 평가
| 통합 점수  | 통합 점수                                              |
| 통합사     | 점수                                                   |
| ---------- | ------------------------------------------------------ |
| 게임랭킹스 | 65% (PSP) 75% (iOS)                                    |
| 메타크리틱 | 63/100 (PSP) 73/100 (iOS)                              |
| 평론 점수  |                                                        |
| 평론사     | 점수                                                   |
| 패미츠     | 35/40 (Famicom) 30/40 (WonderSwan) 27/40 (PlayStation) |
| 게임스팟   | 6/10 (PSP)                                             |
| 게임스파이 | (PSP)                                                  |
| IGN        | 6.1/10 (PSP) 6.8/10 (iOS)                              |

| 수상          | 수상          |
| 평론사        | 수상          |
| ------------- | ------------- |
| 패미통 (1989) | Best Scenario |